# Dieulefit
Dieulefit település Franciaországban, Drôme megyében. Lakosainak száma 3204 fő (2022. január 1.). Dieulefit Rochebaudin, Montjoux, Comps, Félines-sur-Rimandoule, Le Poët-Laval, Roche-Saint-Secret-Béconne, Truinas és Vesc községekkel határos.

## Népesség
A település népességének változása:
| Lakosok száma | 2534 | 2666 | 2924 | 3207 | 3046 | 3093 | 3159 | 3239 | 3238 | 3204 |
|               | 1968 | 1982 | 1990 | 2006 | 2013 | 2015 | 2017 | 2019 | 2020 | 2022 |